# Ha Hyun-woo
Ha Hyun-woo (25 de noviembre de 1981) es un cantautor surcoreano. Es el vocalista y guitarrista de la banda de rock Guckkasten.

## Primeros años
Ha Hyun-woo nació el 25 de noviembre de 1981 en Jangsu, provincia de Jeolla del Norte. Se mudó a Ansan, provincia de Gyeonggi, alrededor de los 7 años, donde pasó sus días de escuela primaria, secundaria y preparatoria. A lo largo de su juventud, tendía a ser introspectivo hasta la escuela secundaria y, por lo tanto, su voz no cambió drásticamente durante la pubertad. Como resultado, pudo producir sonidos agudos con facilidad. Desafortunadamente, el tiempo que pasó durante su juventud fue bastante desagradable. Recuerda su pubertad como una sensación de derrota, impotencia y llanto. Tenía una imagen de sí mismo como un forastero, lo que tuvo una profunda influencia en su autoestima, incluso después de pasar por la pubertad. Estas experiencias son un tema importante y prominente en el mundo musical de Guckkasten, particularmente en el primer álbum de sus álbumes regulares.
Al final del primer grado en su escuela secundaria, Ha Hyun-woo perdió a su novia por su amigo. Se sorprendió mucho y comenzó a cantar, para cambiar su impresión. Practicó "She's Gone" duro para el festival de la escuela secundaria. Obtuvo una buena respuesta y decidió trabajar en la música. Lamentablemente, no estudió música formalmente porque su padre se opuso a que trabajara en la música.
Por otro lado, a Ha Hyun-woo también le gustaba dibujar caricaturas. Gracias a su madre que había soñado con un pintor, pudo aprender arte cuando estaba en la escuela secundaria, que fue bastante tarde. Su padre se opuso tanto al arte como a la música, pero finalmente dejó que Ha Hyun-woo fuera a la universidad para estudiar arte. Dejó la música por un tiempo después de ingresar a la universidad. Aunque su vida en la universidad fue corta, su interés por el arte y lo estético también se convirtió en una fuerza impulsora para la imagen musical en el futuro al formar un gran eje en la música de Guckkasten. Él mismo diseñó todos los álbumes de Guckkasten.

## Carrera musical

### New Unbalance
New Unbalance fue una banda formada en 2001. Los miembros del grupo fueron el baterista Lee Jeong-gil, el guitarrista Jeon Kyu-ho (ambos miembros de Guckkasten), el bajista Jina Ryu y el tecladista Lee Min-kyung. Ha Hyun-woo conoció al baterista Lee Jeong-gil en Daejeon, en el año 2000, y formaron la banda un año después junto a los otros miembros. En 2003, Lee Min-kyung dejó la banda y los otros miembros invitaron a un nuevo teclista y cambiaron el nombre de la banda a The C.O.M.

### The C.O.M.
The C.O.M., también conocido como Compás de Música (por sus siglas en inglés), fue formado en 2003. Los miembros eran mayoritariamente los miembros anteriores de New Unbalance, con el nuevo bajista Park Chul-young y el tecladista Lee In-kyung. The C.O.M. consiguió el título de "El Experto Escondido" en el Samzi Festival en 2003. Aun así, debido a asuntos de alistamiento militar, la banda no duró mucho tiempo y con el fin de la presentación en el Samzi Festival, el grupo se separó. Ha Hyun-woo se fue al ejército después de la separación del grupo.

### Guckkasten
En 2007, los tres miembros se reagruparon bajo el nombre de Guckkasten en la provincia de Gangwon, con la incorporación de Kim Ki-bum. En 2008, la banda ganó el premio Hello Rookie de junio, otorgado por EBS Space Sympathy. Guckkasten lanzó su álbum de estudio debut homónimo "Guckkasten" el 4 de febrero del 2009. Tuvieron su primer concierto en solitario el 21 de febrero del 2009, en Seúl, Corea del Sur, en el V-Hall de la Universidad Hongik.  A lo largo de ese año, la banda actuó en varios festivales de música. La banda fue seleccionada por la KCCA para introducir la cultura coreana en Japón y ganaron el premio a Rookie del Año y Mejor Canción de Rock por "Mirror" en la séptima edición anual de los Korean Music Awards en 2010. Lanzaron su primer miniálbum 'Tagträume' el 7 de diciembre del 2010. En 2011, Guckkasten actuó en su primer gran concierto en un auditorio. Las 2.000 entradas para el concierto se agotaron en diez días. Guckkasten hizo una aparición en la segunda temporada de I Am a Singer en 2012. Lanzaron su segundo álbum de estudio "Frame" el 26 de noviembre del 2014.

### King of Mask Singer
En 2016, Ha Hyun-woo logró el récord de concursante de King of Mask Singer con más victorias de todos los tiempos, sirviendo como rey reinante de las generaciones 22 a 30 (equivalente a 18 semanas consecutivas de transmisión), como el "Music Commander in Town". Durante esta carrera, logró una media de 68,22 de 99 votos. Su récord nunca ha sido superado.
| Fecha      | Ronda              | Canción                        | Contra                          | Votos            |
| ---------- | ------------------ | ------------------------------ | ------------------------------- | ---------------- |
| 24/01/2016 | 1.ª ronda          | Saturday Night Fever           | Park Ji-woo                     | 79 : 20          |
| 31/01/2016 | 2.ª ronda          | Freshwater Eel's Dream         | Ahn Se-ha                       | 62 : 37          |
| 31/01/2016 | 3.ª ronda          | Lazenca, Save Us               | Jun. K de 2 p. m.               | 91 : 8           |
| 31/01/2016 | 22do Mask King     | Las tres canciones anteriores  | Cha Ji-yeon                     | 77 : 22          |
| 14/02/2016 | 23ro Mask King     | Don't Worry                    | Tei                             | 61 : 38          |
| 28/02/2016 | 24to Mask King     | Fantastic Baby                 | Hani de EXID                    | 80 : 19          |
| 13/03/2016 | 25to Mask King     | Don't Cry                      | Hyolyn de Sistar                | 67 : 32          |
| 27/03/2016 | 26to Mask King     | Spring Rain                    | Kim Bo-hyung de SPICA           | 75 : 24          |
| 10/04/2016 | 27mo Mask King     | Hayeoga                        | Han Dong-geun                   | 78 : 21          |
| 24/04/2016 | 28vo Mask King     | An Invitation to Everyday Life | Kim Myung-hoon de Ulala Session | 53 : 46          |
| 08/05/2016 | 29no Mask King     | Everyday I Wait for You        | Yangpa                          | 66 : 33          |
| 22/05/2016 | 30vo Mask King     | One Million Roses              | Kim Kyung-ho                    | 56 : 43          |
| 05/06/2016 | 31ro Mask King     | Very Long-Term couples         | The One                         | 33 : 66 (Perdió) |
| 12/06/2016 | Actuación especial | Pulse                          |                                 |                  |
| 04/04/2021 | Actuación especial | Lazenca, Save Us               |                                 |                  |

## Discografía

### EP
| Título | Detalles del álbum                                                                                            | Posición más alta en las listas | Ventas       |
| Título | Detalles del álbum                                                                                            | KOR                             | Ventas       |
| ------ | --- | ------------------------------- | ------------ |
| Ithaca | - Lanzado: 28 de octubre del 2018 - Discográfica: Interpark Entertainment - Formato: LP, CD, descarga digital | 12                              | - KOR: 7,796 |

### Canciones en las listas
| Título                                       | Año  | Posición más alta en las listas | Ventas         | Álbum                      |
| Título                                       | Año  | KOR                             | Ventas         | Álbum                      |
| -------------------------------------------- | ---- | ------------------------------- | -------------- | -------------------------- |
| "Dream of Freshwater Eel" (민물 장어의 꿈)   | 2016 | 29                              | - KOR: 102,184 | King of Mask Singer 62     |
| "Very Old Couples" (아주 오래된 연인들)      | 2016 | 13                              | - KOR: 153,903 | King of Mask Singer 62     |
| "Lazenca, Save Us"                           | 2016 | 12                              | - KOR: 153,037 | King of Mask Singer 62     |
| "Invitation to Daily Life" (일상으로의 초대) | 2016 | 10                              | - KOR: 153,951 | King of Mask Singer 62     |
| "Shy Boy" (설레이는 소년처럼)                | 2016 | 64                              | - KOR: 51,209  | Legend of the Blue Sea OST |
| "Diamond" (돌덩이)                           | 2020 | 4                               |                | Itaewon Class OST          |